# English Settlement
English Settlement är ett musikalbum av XTC lanserat 1982 på skivbolaget Virgin Records. Det var deras femte studioalbum. Albumets största hitsingel blev "Senses Working Overtime" som nådde tiondeplatsen på brittiska singellistan. Även "No Thugs in Our House" och "Ball and Chain" släpptes som singlar från albumet. Den ursprungliga brittiska utgåvan av albumet var en dubbel-LP, men i flera andra länder gavs albumet också ut nerkortat till en LP. Bandet turnerade även med "English Settlement World Tour" för att marknadsföra albumet, men turnén avbröts i förtid då Andy Partridge fick nervösa sammanbrott vid uppträdandena. XTC slutade sedan helt uppträda på scen.
Albumomslaget är en stiliserad version av Uffington White Horse, en historisk "kullfigur" som härstammar från brittisk järnålder och är belägen i församlingen Uffington i Oxfordshire.

## Låtlista
(upphovsman inom parentes)
1. "Runaways" (Colin Moulding) - 4:34
2. "Ball and Chain" (Colin Moulding) - 4:32
3. "Senses Working Overtime" (Andy Partridge) - 4:50
4. "Jason and the Argonauts" (Andy Partridge) - 6:07
5. "No Thugs in Our House" (Andy Partridge) - 5:09
6. "Yacht Dance" (Andy Partridge) - 3:56
7. "All of a Sudden (It's Too Late)" (Andy Partridge) - 5:21
8. "Melt the Guns" (Andy Partridge) - 6:34
9. "Leisure" (Andy Partridge) - 5:02
10. "It's Nearly Africa" (Andy Partridge) - 3:55
11. "Knuckle Down" (Andy Partridge) - 4:28
12. "Fly on the Wall" (Colin Moulding) - 3:19
13. "Down in the Cockpit" (Andy Partridge) - 5:27
14. "English Roundabout" (Colin Moulding) - 3:59
15. "Snowman" (Andy Partridge) - 5:03

Nordamerikansk version:
1. "Runaways"
2. "Ball and Chain"
3. "Senses Working Overtime"
4. "Jason and the Argonauts"
5. "Snowman"
6. "Melt the Guns"
7. "No Thugs in Our House"
8. "It's Nearly Africa"
9. "English Roundabout"
10. "All of a Sudden (It's Too Late)"

## Listplaceringar
- Billboard 200, USA: #48[1]
- UK Albums Chart, Storbritannien: #5[2]
- Nya Zeeland: #41[3]
- Nederländerna: #14[4]
- Topplistan, Sverige: #23[5]